# The O.C. (lucha libre)
The O.C. (abreviado de The Official, The Original, The Only Club that Matters), originalmente conocido como The Club, es un stable de lucha libre profesional en la WWE. Está compuesto por AJ Styles, Karl Anderson, Luke Gallows y Michin. El grupo participa en la marca de SmackDown.
El stable se inspira en otro grupo de lucha libre profesional principalmente activo en la promoción japonesa New Japan Pro-Wrestling (NJPW) y la promoción estadounidense Ring of Honor (ROH), conocido como Bullet Club, del que Styles (exlíder), Anderson (exlíder), y Gallows (exmiembro) fueron miembros anteriores, antes de los tres partieran de NJPW y ROH en 2016 para la WWE; Styles en enero y Anderson y Gallows en abril.

## Historia

### New Japan Pro-Wrestling (2014-2016)
De 2014 a 2016, Styles, Gallows (bajo el nombre de Doc Gallows) y Anderson, fueron miembros de Bullet Club, apareciendo principalmente en la promoción japonesa New Japan Pro-Wrestling (NJPW). En NJPW, Styles fue dos veces Campeón Peso Pesado del IWGP y Gallows y Anderson fueron tres veces Campeones en Parejas del IWGP. Styles salió de la promoción en enero de 2016, seguido de Gallows y Anderson en febrero. Después de su partida, hubo semanas de especulaciones e insinuaciones de parte de WWE sobre el trío posiblemente firmando con WWE.

### WWE (2016, 2019-2020, 2022-presente)

#### 2016
Styles hizo su debut oficial en la WWE el 24 de enero de 2016 en el evento Royal Rumble, entrando en el número tres durante el Royal Rumble match por el Campeonato Mundial Peso Pesado de la WWE. En el episodio del 11 de abril de 2016 de Raw, Anderson y Gallows hicieron su debut en la WWE atacando a The Usos (Jey & Jimmy Uso). En el Raw de la semana siguiente, la WWE comenzó a insinuar una alianza entre Anderson y Gallows y su excompañero en el stable Bullet Club AJ Styles cuando, después de encontrarse con Styles en una entrevista tras bastidores, Anderson y Gallows atacaron a su oponente en Payback, Roman Reigns, en el ring, sin embargo, Styles no parecía estar de acuerdo con el ataque. Anderson y Gallows lucharon su primer combate en la WWE el 25 de abril en Raw, derrotando a The Usos. Durante las siguientes semanas, Anderson y Gallows continuaron insinuando una difícil alianza con Styles, mientras que tuvieron varios enfrentamientos con The Usos y Reigns, incluyendo Payback, donde los dos fracasaron en su intento de ayudar a Styles a capturar el Campeonato Mundial Peso Pesado de la WWE de Reigns. En el episodio del 9 de mayo de Raw, el trío de Styles, Gallows y Anderson fue apodado «The Club». The Club pareció disolverse dos semanas más tarde en Raw, cuando Styles declaró que quería una separación amistosa de Gallows y Anderson, culpándolos a ellos y a The Usos por no haber ganado el Campeonato Mundial de Peso Pesado de la WWE en Extreme Rules el día anterior. Aunque Styles declaró que los tres podían seguir siendo «hermanos», Gallows y Anderson se negaron y terminaron la amistad por completo. En el episodio del 30 de mayo de Raw, Gallows y Anderson atacaron a los Campeones en Parejas de la WWE The New Day, mientras que más tarde en el programa, Styles atacó a John Cena, quien acababa de regresar de una lesión, y se reunió con Gallows y Anderson. Esto llevó a un combate entre Styles y Cena en Money in the Bank el 19 de junio, que Styles ganó después tras interferencia de The Club. El 19 de julio, The Club fue separado en el Draft de 2016, con Gallows y Anderson siendo transferidos a Raw y Styles a SmackDown, por lo que tuvieron su última lucha como trío en Battleground, done fueron derrotados por Cena, Enzo Amore & Big Cass.

#### 2019-2020
Después de pasar una temporada sin éxito en la marca SmackDown, Gallows y Anderson regresaron a la marca Raw el 29 de abril de 2019, perdiendo ante The Usos. En ese momento, no habían ganado un combate en televisión desde que derrotaron a The Usos en mayo de 2018. Durante las siguientes semanas, un frustrado Styles alentó a Gallows y Anderson a ser el dúo exitoso que alguna vez fueron. En el episodio del 1 de julio de Raw, Gallows y Anderson alentaron a Styles a ser el luchador que era en NJPW. Después de que Styles perdió un combate por el Campeonato de los Estados Unidos ante Ricochet, Gallows y Anderson ayudaron a Styles a atacar a Ricochet y a reunir a The Club como heels. Dos semanas después, en Extreme Rules, Styles, acompañado por The Club, ganó su tercer Campeonato de los Estados Unidos al derrotar a Ricochet. En el episodio del 22 de julio de Raw, The Club pasó a llamarse «The O.C.» y repetidamente afirmaron que eran «the official, original, and only club that matters» («el club oficial, original y el único que importa»). En el episodio del 29 de julio de Raw, Gallows y Anderson ganaron su segundo Campeonato en Parejas de Raw, haciendo a todos los miembros de The O.C. campeones.
En el 19 de agosto en Raw, fueron derrotados por el Campeón Universal de la WWE Seth Rollins & Braun Strowman perdiendo los Campeonatos en Parejas de Raw,la siguiente semana en Raw, Gallows & Anderson participaron en un 8-Tag Team Turmoil Match contra The B-Team(Bo Dallas & Curtis Axel), The O.C.(Karl Anderson & Luke Gallows), Lucha House Party(Lince Dorado & Gran Metalik), The Revival(Dash Wilder & Scott Dawson), Heavy Machinery(Otis & Tucker), Curt Hawkins & Zack Ryder y Dolph Ziggler & Robert Roode, donde entraron de terceros,, pero serían eliminados junto a The Viking Raiders por doble descalificación, comenzando un feudo contra ellos, mientras que Styles fue derrotado por Braun Strowman por descalificación debido a que Gallows & Anderson atacaron a Strowman, por lo cual Styles retuvo su título, la semana siguiente en Raw, Gallows & Anderson fueron derrotados por los Campeones en Parejas de Raw Seth Rollins & Braun Strowman, en el Raw de la siguiente semana Styles se enfrentó a Cedric Alexander sin el título en juego, sin embargo perdió por descalificación debido a que Gallows & Anderson lo atacaron, después del combate siguieron atacando a Alexander, pero sería salvado por The Viking Raiders (Erik e Ivar), y se pactó un combate más tarde esa noche, y junto a Dolph Ziggler & Robert Roode fueron derrotados por Seth Rollins, Braun Strowman, Cedric Alexander & The Viking Raiders (Erik e Ivar), la siguiente semana en Raw, Styles, Gallows &
Anderson derrotaron a Cedric Alexander & The Viking Raiders (Erik e Ivar), la siguiente semana en Raw, Gallows & Anderson fueron derrotados por The Viking Raiders (Erik e Ivar), mientras que Styles se enfrentó a Rey Mysterio, Ricochet, al Campeón Intercontinental Shinsuke Nakamura y al Campeón en Parejas de Raw Robert Roode en un Fatal-5 Way Elimination Match, por una oportunidad por el Campeonato Universal de la WWE de Seth Rollins, eliminando a Nakamura pero fue eliminado por Roode, y la siguiente semana en Raw Premiere, Gallows & Anderson volvieron a ser derrotados por The Viking Raiders(Erik e Ivar) terminando el feudo, mientras que Styles esa noche derrotó a Cedric Alexander y retuvo el Campeonato de los Estados Unidos de la WWE. En Hell In A Cell Styles, Gallows & Anderson fueron derrotados por Braun Strowman & The Viking Raiders(Erik e Ivar) por descalificación debido a que atacaron a Strowman sin parar, sin embargo Strowman contraataco. Al día siguiente en Raw, derrotaron a Lucha House Party (Kalisto, Lince Dorado & Gran Metalik), y en el Raw del 21 de octubre, Gallows & Anderson fueron derrotados por The Street Profits(Angelo Dawkins & Montez Ford), durante el combate Kevin Owens atacó a Styles, la siguiente semana en Raw, Styles acompañado de Gallows & Anderson derrotó a Humberto Carrillo sin el título en juego. En Crown Jewel, Gallows & Anderson como parte de The O.C., se enfrentarona a los Campeones en Parejas de Raw The Viking Raiders (Erik & Ivar), The New Day (Big E & Kofi Kingston), Heavy Machinery (Otis & Tucker), Lucha House Party (Lince Dorado & Gran Metalik) (con Kalisto), Curt Hawkins & Zack Ryder, a los Campeones en Parejas de SmackDown The Revival (Scott Dawson & Dash Wilder), Dolph Ziggler & Robert Roode y The B-Team (Curtis Axel & Bo Dallas) en un Tag Team Turmoil Match por la Copa Mundial de la WWE, entrando de #7, eliminando a The New Day y al final eliminaron a The Viking Raiders, ganando la Copa Mundial, más tarde esa noche, Styles derrotó a Humberto Carrillo y retuvo el Campeonato de los Estados Unidos, con Styles comenzando un feudo con Carrillo por el título de los Estados Unidos. Al Raw posterior, derrotaron a Humberto Carrillo & The Street Profits(Angelo Dawkins & Montez Ford), la siguiente semana en Raw, fueron derrotados por Humberto Carrillo, Randy Orton & Ricochet, y la siguiente semana en Raw, Anderson acompañado de Styles & Gallows fue derrotado por Humberto Carrillo. En el Kick-Off de Survivor Series, como parte de The O.C.,
representando a Raw se enfrentaron a Dolph Ziggler & Robert Roode, The Street Profits (Angelo Dawkins & Montez Ford, The Forgotten Sons (Steve Cutler & Wesley Blake) (con Jaxson Ryker), Lucha House Party (Gran Metalik & Lince Dorado), Curt Hawkins & Zack Ryder, Imperium (Fabian Aichner & Marcel Barthel) (con WALTER), Heavy Machinery (Otis & Tucker), Breezango (Fandango & Tyler Breeze), The Revival (Dash Wilder & Scott Dawson) en un Interbrand Tag Team Battle Royal, sin embargo, Gallows fue eliminado por Ziggler, más tarde esa noche, Styles siendo Campeón de los Estados Unidos, representó a Raw, se enfrentó al Campeón Intercontinental Shinsuke Nakamura y al Campeón Norteamericano de NXT Roderick Strong en una Triple Threat Match, sin embargo perdió. Al día siguiente en Raw Gallows & Anderson atacaron a Humberto Carrillo antes de que enfrentará a Styles por el Campeonato de los Estados Unidos, luego se pactó una Fatal-4 Way Match entre Drew McIntyre, Rey Mysterio, Randy Orton & Ricochet por ser el nuevo contendiente al título de Styles, que ganó Mysterio, y durante el combate, Gallows & Anderson interfirieron atacando a Mysterio, sin embargo Randy Orton interfirió atacando a Styles, Gallows & Anderson causando que Styles perdiera el título, la siguiente semana en Raw derrotaron a Humberto Carrillo, Rey Mysterio & Ricochet, la siguiente em Raw, Styles acompañado de Gallows & Anderson fue derrotado por Rey Mysterio en la revancha por el Campeonato de los Estados Unidos. En T.L.C., Gallows & Anderson como parte de The O.C. respondieron al reto abierto por los Campeonatos en Parejas de Raw de The Viking Raiders (Erik e Ivar), sin embargo terminaron sin resultado, después del combate, Erik e Ivar le aplicaron un «Double PowerBomb» sobre una mesa. Al día siguiente en Raw, Gallows & Anderson como parte de The O.C. derrotaron a los Campeones en Parejas de Raw The Viking Raiders (Erik e Ivar) sin los títulos en juego, más tarde esa noche Styles fue derrotado por Randy Orton, la siguiente semana en Raw derrotaron a Randy Orton & The Viking Raiders (Erik e Ivar) y la siguiente semana en Raw, demandaron un combate por los Campeonatos en Parejas de Raw, pero fueron retados por The Street Profits(Angelo Dawkins & Montez Ford) y siendo derrotados por ellos.
Iniciando el 2020, participaron en el Men's Royal Rumble Match en Royal Rumble con Styles entrando de #18, Anderson entrando de #20 y Gallows entró de #24, Styles fue eliminado por Edge, donde sufrió una lesión, Anderson fue eliminado por Edge y Gallows por Randy Orton, al siguiente diá en Raw, Anderson & Gallows se enfrentaron a Drew McIntyre en un 2 on 1 Handicap Match, donde salieron perdiendo. Y en el Main Event tramitido el 6 y 13 de febrero derrotaron a Curt Hawkins & Zack Ryder. En el Raw del 17 de febrero regresó a A.J. Styles de su lesión, donde ambos fueron retados por Ricochet, pero Karl Anderson sería quien lucharia con él, perdiendo el combate y la siguiente semana en Raw Luke Gallows fue derrotado por Ricochet, después del combate, se encontraron en backstage discutiendo, pero luego A.J. Styles encaró a Aleister Black y procedieron a atacarlo. En el Kick-Off de Super Show-Down, Karl Anderson & Luke Gallows derrotaron a The Viking Raiders (Erik e Ivar) por una oportunidad a los Campeonatos en Parejas de Raw, mientras que AJ Styles participó en The Tuwaiq Trophy Gauntlet Match entrando de #5 eliminando a R-Truth, luego se tenía que enfrentar a Rey Mysterio sin embargo fue atacado por Anderson & Gallows, pero serían atacados por The Undertaker, quien tomó el lugar de Mysterio, derrotando a Styles y con ello, perdiendo el Tuwaiq Trophy Gauntlet Match. Durante las siguientes semanas acompañaron a Styles en su feudo contra The Undertaker, interfiriendo en el combate de Styles contra The Undertaker en una BoneYard Match, sin embargo fueron atacados por Undertaker.
Gallows & Anderson tuvieron su último combate en el Main Event emitido el 2 de abril, derrotando a Ever-Rise (Matt Martel & Chase Parker), ya que el 15 de abril, Anderson y Gallows fueron liberados de sus contratos tras el recorte salarial causado por la pandemia de coronavirus (COVID-19) disolviéndose el equipo.

#### 2022-presente
Después de una ausencia de dos años, Gallows y Anderson regresaron a la WWE en el episodio del 10 de octubre de 2022 de Raw, reuniéndose con Styles como The O.C. como face, atacando al exlíder del Bullet Club Finn Bálor y su grupo, The Judgment Day (Damian Priest y Dominik Mysterio), ya que Bálor le había dado a Styles un ultimátum para unirse a ellos, por lo que Styles se negó y trajo a Gallows y Anderson como su respaldo.
Tiempo después de buscar a alguien para enfrentar a Rhea Ripley debido a que está les había arruinado la victoria en los últimos combates encontraron a su cuarto miembro en Mia Yim quien hacía su regreso en la marca roja para unirse a la facción.
Después de unos meses de ausencia debido a una lesión de A.J. Styles hicieron su regreso como estable durante el WWE SmackDown del 28 de abril del 2023, siendo seleccionados por la misma marca. Al entrar al ring fueron interrumpidos por The Viking Raiders y Valhalla a lo cual Styles ordenó que Luke Gallows, Karl Anderson y Mia Yim se hicieran cargo de ellos, para posteriormente Styles aplicar un Phenomenal Forearm (Springboard forearm smash).
En NXT BattleGround, Anderson & Gallows se enfrentaron a Axiom & Nathan Frazer por los Campeonatos en Parejas de NXT, sin embargo perdieron. 2 días después en el episodio de NXT, durante el combate entre "Michin" Mia Yim contra Jaida Parker, Anderson & Gallows interfirieron a favor de "Michin" distrayendo a Parker, ayudando a que Michin ganará, más tarde esa noche, Michin pudo obtener una oportunidad por el Campeonato Norteamericano Femenino de NXT, por lo que celebró haciendo el "Too Sweet" con Gallows & Anderson, marcando su reunión.

## En lucha
- Movimientos finales en equipo
  - Anderson y Gallows
    - Magic Killer (Aided snap swinging neckbreaker)[31][32][33]
- Movimientos de firma en equipo[34]
  - Anderson y Gallows
    - Boot of Doom (Combinación de fireman's carry lift (Gallows) y front dropkick (Anderson))[35][36][37][38]
- Movimientos finales de Styles
  - Calf Crusher (Calf slicer)[39]
  - Phenomenal Forearm[30] (Springboard forearm smash)[40]
  - Styles Clash (Belly-to-back inverted slam, a veces desde la segunda cuerda)[41]
- Movimientos finales de Anderson
  - Diving neckbreaker
  - Rocket Kick (Running single leg front dropkick)
- Movimientos finales de Gallows
  - Fireman's carry flapjack
- Movimientos finales de Michin
  - Package powerbomb - 2015 - 2017[42]
  - Protect Ya' Neck (Single knee facebreaker a un oponente agachado) - 2019 - presente
  - Sky Yim (Diving corkscrew moonsault)[42] - 2012 - 2014
  - Seoul Foot | Eat Defeat (Stomp facebreaker) - 2017 (en tributo a Gail Kim)

## Campeonatos y logros
- New Japan Pro-Wrestling
  - IWGP Heavyweight Championship (2 veces)[7] – Styles
  - IWGP Tag Team Championship (3 veces)[8] – Gallows y Anderson

- WWE

  - Raw Tag Team Championship (2 veces) – Gallows y Anderson
  - WWE United States Championship (1 vez) – Styles
  - WWE Tag Team World Cup (2019) - Gallows y Anderson